# Dorothy Wordsworth
Dorothy Mae Ann Wordsworth (25 de desembre de 1771 - 25 de gener de 1855) va ser una escriptora i poeta anglesa, germana del poeta romàntic William Wordsworth, a qui va estar molt aferrada. Dorothy Wordsworth no es va proposar ser escriptora, i les seves obres són reculls de cartes, entrades al seu diari i històries curtes.

## Biografia
Dorothy Wordsworth va néixer el Nadal de 1771 a Cockermouth, Cumberland. Malgrat la primerenca mort de sa mare, Dorothy, William i els seus tres germans van tenir una infància feliç. El 1783 el seu pare va morir, i els nens van ser enviats a viure amb diversos parents. Dorothy va ser enviada sola a viure amb la seva tia Elizabeth Threlkeld a Halifax, West Yorkshire. Després va tenir la possibilitat de retrobar-se amb William, primer a Racedown Lodge a Dorset el 1795 i després (1797 i 1798) a Alfoxton House a Somerset, i es feren companys inseparables. Van viure en la pobresa: arribaren a demanar roba en desús als seus amics.
Dorothy escrivia el seu diari i poesia, però tenia pocd' interès a convertir-se en una escriptora famosa, com el seu germà. "Detestaria la idea de convertir-me en autora", va escriure una vegada, "que William tingui el plaer d'això." Va estar a punt de publicar el seu llibre de viatges a Escòcia al costat de William el 1803 Recollections of a Tour Made in Scotland, però no va trobar editor i no seria publicat fins a 1874.
Dorothy mai es va casar. Després que el 1802 William contragués matrimoni amb Mary Hutchinson, la seva millor amiga, Dorothy va continuar vivint amb ells. Tenia llavors 31 anys i va pensar que ja era massa vella per casar-se. El 1829 va emmalaltir greument i va quedar minusvàlida per a la resta de la seva vida. Va morir el 1855 als 83 anys, havent passat els seus últims vint anys en, d'acord amb el biògraf Richard Cavendish, "un profund estat de senilitat".

## The Grasmere Journal
The Grasmere Journal va ser publicat per primera vegada el 1897, editat per William Knight. El diari descrivia eloqüentment el seu dia a dia en el districte del Llac, les llargues caminades amb el seu germà, i detallades descripcions de destacats literats de principis de segle xix, com Samuel Taylor Coleridge, sir Walter Scott, Charles Lamb i Robert Southey.
Les obres de Dorothy Wordsworth van sortir a la llum just quan els crítics literaris començaven a tornar a examinar el paper de la dona en la literatura. L'èxit del Grasmere Journal va renovar l'interès sobre Wordsworth, i altres recopilacions del seu diari i les seves cartes van ser publicades.

El Grasmere Journal i altres treballs de Wordsworth revelen com d'important va ser ella per a l'èxit del seu germà. En la seva obra poètica, William es va basar en els detallats relats d'escenes naturals realitzats per la seva germana. Per exemple:
| «                                       | Mai no vaig veure els narcisos tan bonics que creixien entre les pedres de molsa sobre ells, alguns van recolzar-se sobre aquestes pedres, com sobre un coixí per al cansament i la resta es van tirar i van ballar i van ballar i semblaven que es burlaven del vent sobre ells sobre el llac, es veien tan alegres que sempre miraven canviant | » |
| — Dorothy Wordsworth, Grasmere Journal, | |   |

Aquest passatge es manifesta en la lectura de William's 'Daffodils', on el seu germà, en aquest poema de dos anys més tard, descriu el que sembla l'experiència compartida en la revista com la seva pròpia observació solitària. Les seves observacions i descripcions s'han considerat tan poètiques o més que les del seu germà.

## Llegat
És una de les dones representades en el treball artístic The Dinner Party, de Judy Chicago, que inclou 999 noms de dones notables de la història.